# Miloslav König
Miloslav König (* 15. dubna 1984 Postřelmůvek) je český herec a zpěvák.

## Životopis
Narodil se ve vesničce Postřelmůvek u Zábřehu na Moravě. Po absolvování gymnázia v Zábřehu nastoupil na pražskou DAMU (a přijat byl hned po první přihlášce). Je rozvedený, se svou bývalou manželkou Magdalénou Borovou má 2 děti, s herečkou Johanou Matouškovou pak dceru Ferdinandu.

## Tvorba

### Divadlo
Během studií hostoval v několika pražských divadlech. Ztvárnil vedlejší roli Petrušky v Havlově Pokoušení, které v Národním divadle nastudoval americký režisér Charles Marowitz, uspěl v konkursu na titulní roli v Pavlíčkově muzikálu Obrazu Doriana Graye v divadle Ta Fantastika. V Divadle Na zábradlí byl obsazen do role Chasníka v Gazdině robě, Glagoljeva ve hře Platonov je darebák a neslyšícího Tomáše v autorské inscenaci Alice Nellis Záplavy. Alice Nellis ho následně obsadila do role Mladíka v Českým lvem oceněném filmu Tajnosti. S Magdalénou Borovou připravili pro Divadlo Viola autorskou inscenaci podle povídky Jaromíra Štětiny Století zázraků (derniéra duben 2008). V Divadle v Dlouhé ztvárnil Chirona v Titu Andronicovi, Hippolyta ve Faidře či Zachariase Moirrona v Molièrovi. Od sezony 2007/2008 se stal stálým členem DvD, převzal vedlejší role v divácky úspěšných inscenacích Soudné sestry a Maškaráda čili Fantom opery. V divadle Ta Fantastika byl obsazen na podzim roku 2007 do role Adama v muzikálu Michala Pavlíčka Dáma s kaméliemi.
V roce 2013 nastoupil do angažmá do Divadla Na zábradlí . Byl dvakrát nominován na divadelní Cenu Thálie, poprvé v roce 2013 za hlavní roli v představení El Príncipe Constante (Vytrvalý princ) a podruhé o rok později za role Georgese Duroye ve hře Miláček .

### Film
Filmovou kariéru zahájil v roce 2007 rolí ve filmu Alice Nellis Tajnosti. V roce 2010 byl obsazen do hlavní role policisty ve filmu Piko. Po několika seriálových a dabingových rolích byl obsazen do avantgardního filmu režiséra Miroslava Bambuška Lidi krve. Nejnovější rolí je role továrníka Aloise Haupta ve snímku Úsvit.

## Volný čas
Divadlu a hudbě se věnuje i ve svém volném čase. Pravidelně vystupoval v představeních pořádaných v rámci letní Pekařovské pouti, kde je každá inscenace současně premiérou i derniérou. Zpíval v jazzrockové kapele Velmi krátké vlny. Dříve realizoval sólový hudební projekt „Miloslav König“ a je uměleckým šéfem a zároveň kmenovým režisérem Divadla Masopust.

## Filmografie
- 2007 Tajnosti – prodavač z bazaru
- 2010 Piko – Fífa
- 2012 Spojení
- 2013 Ledové království – Kristoff (český dabing)
- 2013 Milostné písně
- 2018 Karel, já a ty – Karel
- 2019 Ledové království II – Kristoff (český dabing)
- 2020 Místo zločinu Ostrava – Jiří Jánský, díl: „Rituál“
- 2020–2021 Polda – Ivan Gregor
- 2021 Ochránce – Petr Barák, díl: „Andílek“
- 2021 1. mise
- 2021 Lidi krve – Otto Hille
- 2021 Specialisté – Jindra Hořejší, díl: „Genetický limit“
- 2023: Úsvit
- 2024: Zápisník alkoholičky

## Multimédia
- Velmi krátké vlny:

Videoklip "Smetanka lékařská"
Křest cd Vysněné - velmi krátké vlny
Ukázky všech skladeb na velmikratkevlny.cz
- Dáma s kaméliemi:

odkazy na ukázky v článku "Dáma s kaméliemi (muzikál)"
- Obraz Doriana Graye:

odkazy na ukázky v článku "Obraz Doriana Graye (muzikál)"

### Hudební alba
- Srdcem ženou, 2018